# Хэлибёртон, Томас-Чэндлер
Томас-Чэндлер Хэлибёртон (англ. Thomas Chandler Haliburton, [ˈhæləˌbərtən]; 17 декабря 1796, Уинсор, Новая Шотландия — 27 августа 1865, Айлворт, Англия) — канадский писатель, адвокат и политический деятель.
Приходился отцом адвокату и антропологу Роберту Гранту Хэлибёртону и государственному служащему Артуру Лоуренсу Хэлибёртону. Также состоял в родстве с английским египтологом Джеймсом Бёртоном.

## Биография
Томас-Чэндлер Хэлибёртон родился 17 декабря 1796 года в Уинсоре, Новая Шотландия. Его родителями были адвокат (позже судья) Уилльям Хёси Отис Хэлибёртон и дочь шотландского офицера Люси Чэндлер-Грант. В 1797 году, вскоре после рождения единственного сына, миссис Хэлибёртон скончалась. Дед писателя Уильям Хэлибёртом перебрался в Новую Шотландию в 1761 году и считал, что по материнской линии состоит в родстве с известным писателем сэром Вальтером Скоттом.
Приверженность Хэлибёртонов антиреспубликанским идеалам связана с трагической судьбой родственников Грантов. Они пострадали во время Американской войны за независимость.
Томас-Чэндлер Хэлибёртон получил образование в Королевской коллегиальной школе Уинсора в Новой Шотландии, а затем в Университете королевского колледжа (1815). В 1820 году он вступил в коллегию адвокатов и приступил к доходной юридической практике в Аннаполис Ройал. В то же время он содействовал развитию Новой Шотландии, поддерживал финансирование государственных образовательных учреждений. Он был президентом сельскохозяйственного общества в Уинсоре, владельцем шести магазинов, причала и гипсового карьера, был президентом акционерного общества, распоряжающимся мостом через Эйвон в Уинсоре.
После смерти отца наследовал его пост судьи, который занимал с 1829 по 1841 годы. Затем его назначили в Верховный суд Новой Шотландии с ежегодной зарплатой в 560 фунтов стерлингов. В 1856 году Хэлибёртон ушёл в отставку из-за пошатнувшегося здоровья и немедленно переехал в Англию, куда часто приезжал с 1816 года. Поселился в Айлворте, недалеко от Ричмонда.
В 1856 году стал членом партии Тори в британской палате общин. Деятельность в палате разочаровала Хэлибёртона, поскольку кроме него никто особо не интересовался вопросами колониальных территорий. Поэтому в конце своего срока, в 1865 году, он повторно не выдвигал свою кандидатуру.
Скончался Томас-Чэндлер Хэлибёртон в своём доме в Айлдворте 27 августа 1865 года.

### Семья

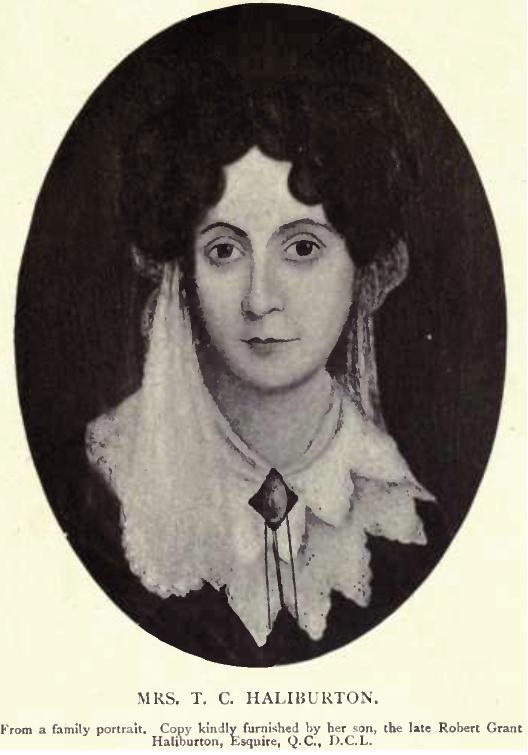
Первая супруга Хэлибёртона — Луизе Невилл.

В 1816 году Томас-Чэндлер Хэлибёртон женился на Луизе Невилл, от которой родилось 11 детей (трое умерли в младенчестве). Сын Роберт стал выдающимся антропологом и антикваром; Артур Лоуренс построил карьеру в британской армии и на гражданской службе. В 1856 году Хэлибёртон женился на Саре Гарриет Оуэн.

## Творчество
В Галифаксе Хэлибёртон входил в литературный «Клуб», где составлялись статьи для местной газеты. Как и многие современники, Хэлибёртон смотрел на историю как борьбу людей на фоне политики и войн, имея скудные познания в этой области. Первая его литературная работа представляла два тома об истории и географии Новой Шотландии (1823). Следующая его работа «Rule and misrule of the English in America» (1851) оказалась плагиатом книги Ричарда Хилдреда «History of the United States of America» (1848) и вызвала недовольство читателей. Хэлибёртон написал ещё несколько сочинений, посвящённых преимущественно жизни и истории колоний: «Historical and statistical account of Nova Scotia», «Bubbles of Canada», «Nature and human nature».
Известность к Хэлибёртону как к писателю пришла с выходом «Часовщик, или Рассуждения и поступки Сэма Слика из Сликвиля» («англ. The clockmaker, or the sayings and doings of Samuel Slick of Slickville») 1835 года. Многие выражения героя Сэма Слика (например, «This country is going to the dogs» и «barking up the wrong tree») вошли во фразеологию английского языка.
Творчество Хэлибёртона основывалось на сатирическом изображении нравов янки: «The attache or Sam Slick in England» (1843); «Traits of american humour» (1851); «Sam Slick’s wise laws» (1859). Работы Хэлибёртона в середине XIX века пользовались популярностью по обеим сторонам Атлантики и даже соперничали с романами Чарльза Диккенса. На родине, в Новой Шотландии, помнящие политическую хватку Хэлибёртона жители не оценили его сатирических книг. Лишь спустя годы, с появлением нового поколения канадцев, отношение к Хэлибёртону изменилось. В 1884 году в Уинсоре открылся клуб в честь Хэлибёртона, поставивший цель популяризировать канадскую литературу и книги Хэлибёртона в частности.
В 1858 году Оксфордский университет присудил Хэлибёртону почетную степень за заслуги в литературе. Он стал первым жителем колонии, удостоенным такой награды.